# Penicillium aurantiogriseum
Penicillium aurantiogriseum is een schimmelsoort behorende tot het geslacht Penicillium. Deze schimmel staat bekend om zijn vermogen om verschillende stoffen te produceren, waaronder enzymen en verschillende organische zuren. Het heeft ook een belangrijke rol gespeeld in de geschiedenis van de microbiologie vanwege zijn betrokkenheid bij de ontdekking van penicilline, 's werelds eerste antibioticum.

## Taxonomie
De schimmel behoort tot de stam Ascomycota, en het geslacht Penicillium. De soort werd voor het eerst in 1901 beschreven door Dierckx.
Er zijn twee ondersoorten beschreven:
- P. aurantiogriseum viridicatum
- P. aurantiogriseum album

## Kenmerken
De kolonies van Penicillium aurantiogriseum hebben een karakteristieke oranje-gele kleur, vandaar de naam "aurantiogriseum", wat "oranje-grijs" betekent. Het produceert ook karakteristieke schimmelstructuren genaamd conidiophores, die conidia (sporen) dragen.

## Ecologie
Deze schimmel komt veel voor in de bodem en kan ook worden gevonden op planten, voedselproducten en in de lucht. Het gedijt goed in vochtige omgevingen en kan een verscheidenheid aan organisch materiaal afbreken.

## Toepassingen
Deze schimmel heeft verschillende toepassingen in de industrie. Het wordt gebruikt bij de productie van enzymen zoals cellulase, amylase en lipase, die worden gebruikt in verschillende industriële processen, waaronder voedselverwerking en bio-ethanolproductie. Bovendien is het een belangrijke producent van organische zuren zoals citroenzuur, dat wordt gebruikt als conserveermiddel en als smaakstof in voedselproducten.